# Drewno ciągliwe
Drewno ciągliwe, drewno tensyjne – wada drewna z grupy wad budowy, określana również jako drewno reakcyjne. Tworzy się w drewnie drzew liściastych. Widoczne jest na przekroju poprzecznym, jako strefa drewna wczesnego o barwie brunatnej.
W wyrobach drzewnych, drewno cięgliwe ma zwiększoną skłonność paczenia. Po przetarciu na tarcicy widoczna jest "mechowata" powierzchnia.
Pomiaru wady nie wykonuje się, stwierdza się jedynie jej obecność.